# The Seven Faces of Jane
Pour plus de détails, voir Fiche technique et Distribution.
The Seven Faces of Jane est un film à sketches américain composé de huit courts métrages réalisés par Gillian Jacobs, Ken Jeong, Gia Coppola, Ryan Heffington, Alexandra Cassavetes, Boma Iluma, Julian Acosta et Alex Takacs, sorti en 2022.
Le film a été présenté en avant-première au Bentonville Film Festival (en) le 22 juin 2022. Il sortira dans certaines salles et en vidéo à la demande le 13 janvier 2023.

## Distribution
- Gillian Jacobs : Jane
- Angelina Capozzoli : Jane, jeune
- Emanuela Postacchini : Valentina
- Anthony Skordi (en): Pinky
- Leticia LaBelle : Mom
- Benjamin Hjelm : Cemetery John
- Chido Nwokocha (en): Tayo
- Sybil Azur : Sybil
- Kamori Clark-McGeoy : Sybil, jeune
- Daniela Hernandez : Rose
- Joel McHale : Michael
- Caroline Ducrocq : la directrice
- Lupe Carranza : Sepriana
- Sergio Calderón : Carter
- David Balcorta : Doug
- Breeda Wool : Jane B
- Soledad St. Hilaire : Lupe
- Joni Reiss : Molly